# جورج فريتاغ
جيؤرج فيلهلم فريتاخ (بالألمانية: Georg Wilhelm Friedrich Freytag)‏ (1202 - 1278 ه‍ / 1788 - 1861 م) هو مستشرق ألماني. تتلمذ على دو ساسي، يجيد العربية والفارسية والتركية،
له «قاموس عربي لاتيني»، اعتمد فيه على قاموس ياكب يوليوس ووسعه وحسنه، وله كتاب لتعليم اللغة العربية للمتحدثين بالألمانية. عمل كأستاذ للغات الشرقية في جامعة بون عند تأسيسها. وبقي في ذلك المنصب حتى وفاته عام 1861. نشر من التراث العربي أجزاء من كتاب تاريخ حلب لابن العديم، وديوان أبي تمام في الحماسة، وعمل مع تلميذه فستنفلد على نشر معجم البلدان لياقوت الحموي.